# بركة فاكاريس

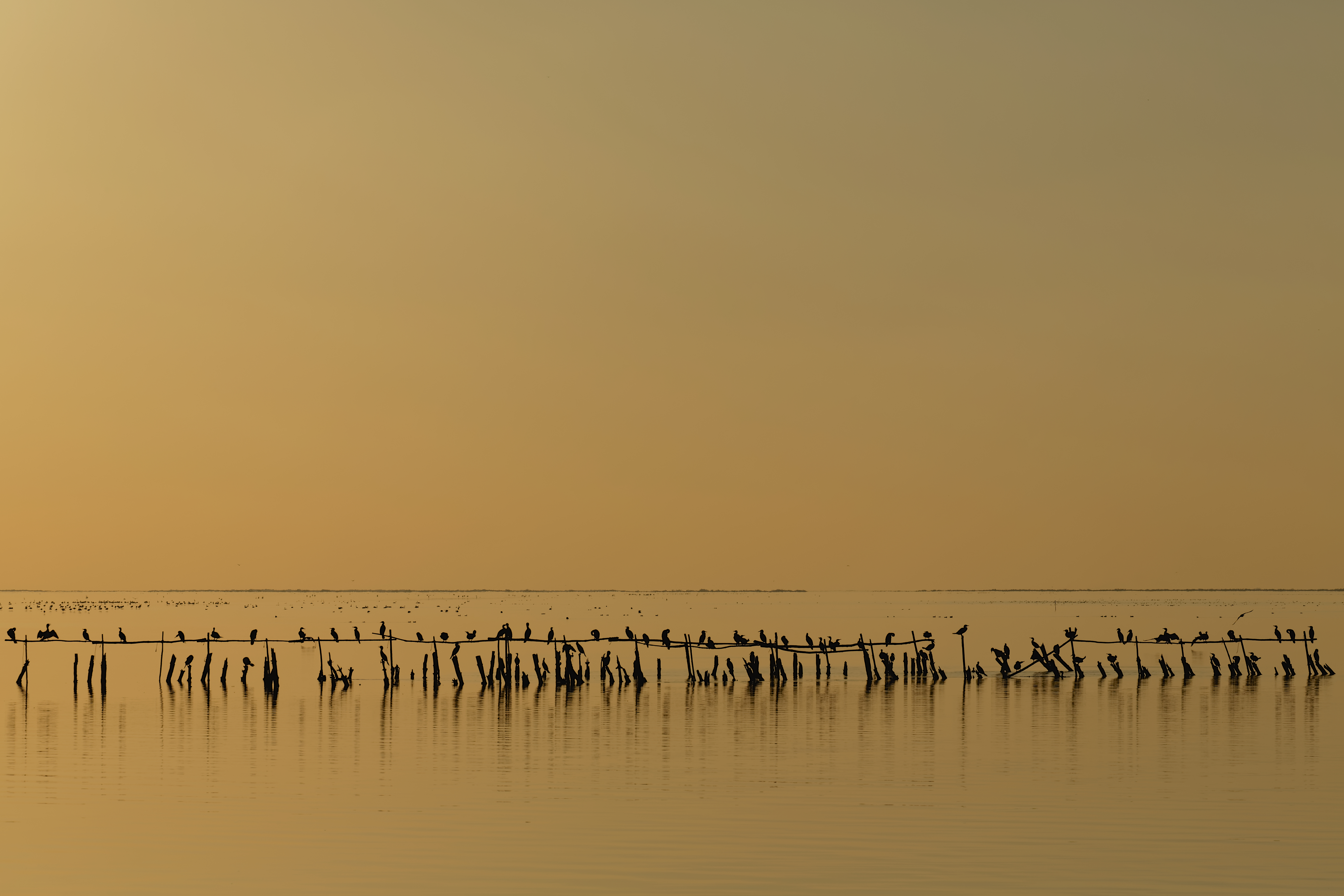
طيور الغاق عند الغسق في بركة فاكاريس

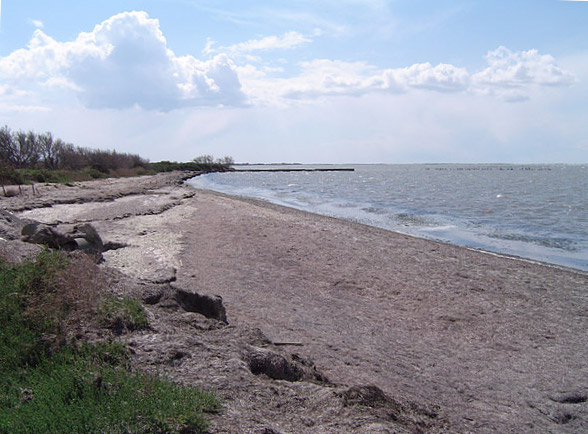
الخط الساحلي لبركة فاكاريس

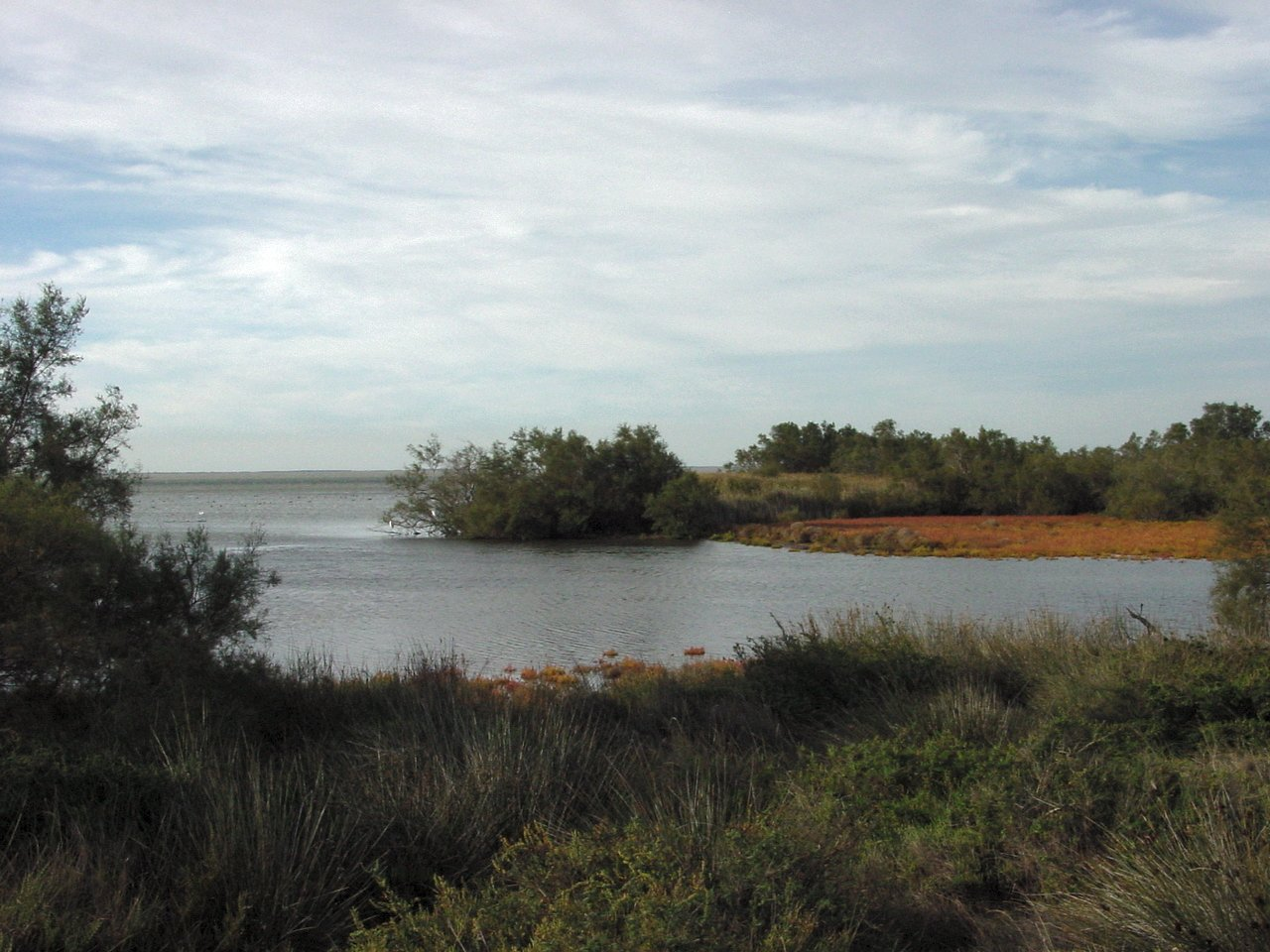
شاطئ بركة فاكاريس

بركة فاكاريس هي بحيرة، أو بشكل أكثر دقة، بحيرة شاطئة بمياه مالحة (بالفرنسية: étang)‏ في الأراضي الرطبة في كامارغ في دلتا نهر الرون في جنوب فرنسا.

## الوصف
تبلغ مساحة البحيرة 65 كيلومتر مربع، والعمق أقل من مترين. وهي أقصى بحيرات كامارغ شمالًا، وهي أيضًا أكبر بحيرات كامارغ، وتشكل العنصر الرئيسي في نظام التحكم في المياه في دلتا الرون، والذي يعتمد على إدارة صارمة للموارد المائية، من خلال محطات الضخ والري والصرف مما يجعل شبكة معقدة من القنوات في جميع أنحاء دلتا النهر.
كما تعد البحيرة مكانًا مهمًا للراحة والغذاء للطيور المهاجرة ، كما أنها تضم أعدادًا من طيور النحام الكبير. 